# Shorttrack-Weltcup 2021/22
Der Shorttrack-Weltcup 2021/22 war eine von der Internationalen Eislaufunion (ISU) veranstaltete Wettkampfserie im Shorttrack. Er begann am 21. Oktober 2021 in Peking und endete am 28. November 2021 in Dordrecht.

## Saisonkalender
Nach der Absage der Weltcupsaison 2020/21 wegen der COVID-19-Pandemie sind im olympischen Winter 2021/22 vier Weltcupstationen vorgesehen, zwei in Asien und zwei in Europa. Der Saisonauftakt im Hauptstadt-Hallenstadion von Peking ist dabei zugleich als Testveranstaltung für die olympischen Shorttrack-Wettkämpfe geplant. Alle vier Weltcupstationen dienen als Olympia-Qualifikationswettkämpfe.
| Datum             | Ort            | Veranstaltung                   |
| ----------------- | -------------- | ------------------------------- |
| 21.10.–24.10.2021 | Peking         | Weltcup                         |
| 28.10.–31.10.2021 | Nagoya         | Weltcup                         |
| 18.11.–21.11.2021 | Debrecen       | Weltcup                         |
| 25.11.–28.11.2021 | Dordrecht      | Weltcup                         |
| 14.01.–16.01.2022 | Salt Lake City | Vier-Kontinente-Meisterschaften |
| 14.01.–16.01.2022 | Dresden        | Europameisterschaften           |
| 04.02.–20.02.2022 | Peking         | Olympische Winterspiele         |
| 18.03.–20.03.2022 | Montreal       | Weltmeisterschaften             |

Im Rahmen einer viertägigen Weltcupveranstaltung – bei der die ersten beiden Tage allein für Qualifikationsläufe reserviert sind – finden jeweils drei Einzelrennen von Männern und Frauen (über 1500 Meter, 500 Meter und 1000 Meter) statt sowie zusätzlich eine 3000-Meter-Staffel der Frauen, eine 5000-Meter-Staffel der Männer und eine 2000-Meter-Mixedstaffel. In jeder der insgesamt neun Disziplinen wird eine eigene Weltcupwertung geführt.

## Frauen

### Weltcup-Übersicht
| Datum                                                                                     | Austragungsort | Disziplin      | Erster Platz                                                                 | Zweiter Platz                                                                | Dritter Platz                                                               |
| ----------------------------------------------------------------------------------------- | -------------- | -------------- | ---------------------------------------------------------------------------- | ---------------------------------------------------------------------------- | --------------------------------------------------------------------------- |
| 23. Oktober 2021                                                                          | Peking         | 1500 m         | Lee Yu-bin                                                                   | Courtney Lee Sarault                                                         | Kristen Santos                                                              |
| 23. Oktober 2021                                                                          | Peking         | 500 m          | Natalia Maliszewska                                                          | Arianna Fontana                                                              | Choi Min-jeong                                                              |
| 24. Oktober 2021                                                                          | Peking         | 1000 m         | Suzanne Schulting                                                            | Kim Ji-yoo                                                                   | Kristen Santos                                                              |
| 24. Oktober 2021                                                                          | Peking         | 3000 m Staffel | Volksrepublik ChinaFan Kexin Guo Yihan Qu Chunyu Zhang Yuting                | NiederlandeSelma Poutsma Suzanne Schulting Yara van Kerkhof Xandra Velzeboer | SüdkoreaKim A-lang Kim Ji-yoo Park Ji-yun Seo Whi-min                       |
| 30. Oktober 2021                                                                          | Nagoya         | 1500 m         | Suzanne Schulting                                                            | Arianna Fontana                                                              | Kim A-lang                                                                  |
| 30. Oktober 2021                                                                          | Nagoya         | 500 m          | Arianna Fontana                                                              | Natalia Maliszewska                                                          | Fan Kexin                                                                   |
| 31. Oktober 2021                                                                          | Nagoya         | 1000 m         | Kristen Santos                                                               | Suzanne Schulting                                                            | Xandra Velzeboer                                                            |
| 31. Oktober 2021                                                                          | Nagoya         | 3000 m Staffel | NiederlandeSelma Poutsma Suzanne Schulting Yara van Kerkhof Xandra Velzeboer | SüdkoreaKim A-lang Lee Yu-bin Park Ji-yun Seo Whi-min                        | ItalienArianna Fontana Cynthia Mascitto Arianna Valcepina Martina Valcepina |
| 20. November 2021                                                                         | Debrecen       | 1500 m         | Suzanne Schulting                                                            | Lee Yu-bin                                                                   | Courtney Lee Sarault                                                        |
| 20. November 2021                                                                         | Debrecen       | 500 m          | Suzanne Schulting                                                            | Arianna Fontana                                                              | Kim Boutin                                                                  |
| 21. November 2021                                                                         | Debrecen       | 1000 m         | Suzanne Schulting                                                            | Choi Min-jeong                                                               | Natalia Maliszewska                                                         |
| 21. November 2021                                                                         | Debrecen       | 3000 m Staffel | NiederlandeSelma Poutsma Suzanne Schulting Xandra Velzeboer Yara van Kerkhof | KanadaAlyson Charles Florence Brunelle Courtney Lee Sarault Kim Boutin       | Volksrepublik ChinaFan Kexin Guo Yihan Qu Chunyu Zhang Yuting               |
| 27. November 2021                                                                         | Dordrecht      | 1500 m         | Lee Yu-bin                                                                   | Courtney Lee Sarault                                                         | Suzanne Schulting                                                           |
| 27. November 2021                                                                         | Dordrecht      | 500 m          | Kim Boutin                                                                   | Arianna Fontana                                                              | Elena Seregina                                                              |
| 28. November 2021                                                                         | Dordrecht      | 1000 m         | Choi Min-jeong                                                               | Kim Boutin                                                                   | Suzanne Schulting                                                           |
| 28. November 2021                                                                         | Dordrecht      | 3000 m Staffel | NiederlandeSelma Poutsma Suzanne Schulting Yara van Kerkhof Xandra Velzeboer | KanadaKim Boutin Florence Brunelle Alyson Charles Courtney Lee Sarault       | ItalienArianna Fontana Cynthia Mascitto Martina Valcepina Elena Viviani     |
| 14. bis 16. Januar 2022 Shorttrack-Vier-Kontinente-Meisterschaften 2022 in Salt Lake City |                |                |                                                                              |                                                                              |                                                                             |
| 14. bis 16. Januar 2022 Shorttrack-Europameisterschaften 2022 in Dresden                  |                |                |                                                                              |                                                                              |                                                                             |
| 4. bis 20. Februar 2022 Olympische Winterspiele 2022 in Peking                            |                |                |                                                                              |                                                                              |                                                                             |
| 18. bis 20. März 2022 Shorttrack-Weltmeisterschaften 2022 in Montreal                     |                |                |                                                                              |                                                                              |                                                                             |

### Weltcupstände
Endstand
| Rang | Name                | Punkte |
| ---- | ------------------- | ------ |
| 1    | Arianna Fontana     | 26000  |
| 2    | Kim Boutin          | 21520  |
| 3    | Natalia Maliszewska | 21277  |
| 4    | Suzanne Schulting   | 19216  |
| 5    | Fan Kexin           | 11019  |
| 6    | Xandra Velzeboer    | 9217   |
| 7    | Florence Brunelle   | 8559   |
| 8    | Choi Min-jeong      | 6950   |
| 9    | Elena Seregina      | 6899   |
| 10   | Kristen Santos      | 6179   |

| Rang | Name                 | Punkte |
| ---- | -------------------- | ------ |
| 1    | Suzanne Schulting    | 28000  |
| 2    | Kristen Santos       | 19677  |
| 3    | Choi Min-jeong       | 18144  |
| 4    | Xandra Velzeboer     | 15616  |
| 5    | Courtney Lee Sarault | 14336  |
| 6    | Kim Boutin           | 13438  |
| 7    | Natalia Maliszewska  | 12174  |
| 8    | Arianna Fontana      | 9314   |
| 9    | Kim Ji-yoo           | 8281   |
| 10   | Sofja Proswirnowa    | 5792   |

| Rang | Name                 | Punkte |
| ---- | -------------------- | ------ |
| 1    | Lee Yu-bin           | 28000  |
| 2    | Suzanne Schulting    | 26400  |
| 3    | Courtney Lee Sarault | 22400  |
| 4    | Kristen Santos       | 16640  |
| 5    | Arianna Fontana      | 15721  |
| 6    | Zhang Yuting         | 9766   |
| 7    | Choi Min-jeong       | 9175   |
| 8    | Kim A-lang           | 6400   |
| 9    | Xandra Velzeboer     | 6126   |
| 10   | Han Yutong           | 5117   |

| Rang | Team                | Punkte |
| ---- | ------------------- | ------ |
| 1    | Niederlande         | 30000  |
| 2    | Südkorea            | 19520  |
| 3    | Kanada              | 19277  |
| 4    | Volksrepublik China | 18497  |
| 5    | Italien             | 17920  |
| 6    | Russland            | 13312  |
| 7    | Vereinigte Staaten  | 11469  |
| 8    | Polen               | 6396   |
| 9    | Japan               | 6029   |
| 10   | Frankreich          | 5641   |

## Männer

### Weltcup-Übersicht
| Datum                                                                                     | Austragungsort | Disziplin      | Erster Platz                                                         | Zweiter Platz                                                         | Dritter Platz                                                         |
| ----------------------------------------------------------------------------------------- | -------------- | -------------- | -------------------------------------------------------------------- | --------------------------------------------------------------------- | --------------------------------------------------------------------- |
| 23. Oktober 2021                                                                          | Peking         | 1500 m         | Semjon Jelistratow                                                   | Ädil Ghaliachmetow                                                    | An Kai                                                                |
| 23. Oktober 2021                                                                          | Peking         | 500 m          | Shaolin Sándor Liu                                                   | John-Henry Krueger                                                    | Denis Nikischa                                                        |
| 24. Oktober 2021                                                                          | Peking         | 1000 m         | Hwang Dae-heon                                                       | Semjon Jelistratow                                                    | Pascal Dion                                                           |
| 24. Oktober 2021                                                                          | Peking         | 5000 m Staffel | NiederlandeItzhak de Laat Sjinkie Knegt Sven Roes Jens van ’t Wout   | UngarnJohn-Henry Krueger Shaoang Liu Shaolin Sándor Liu Bence Nógrádi | ItalienAndrea Cassinelli Yuri Confortola Tommaso Dotti Pietro Sighel  |
| 30. Oktober 2021                                                                          | Nagoya         | 1500 m         | Yuri Confortola                                                      | Hwang Dae-heon                                                        | Sun Long                                                              |
| 30. Oktober 2021                                                                          | Nagoya         | 500 m          | Hwang Dae-heon                                                       | Ren Ziwei                                                             | Denis Nikischa                                                        |
| 31. Oktober 2021                                                                          | Nagoya         | 1000 m         | Ren Ziwei                                                            | Itzhak de Laat                                                        | Pascal Dion                                                           |
| 31. Oktober 2021                                                                          | Nagoya         | 5000 m Staffel | KanadaPascal Dion Steven Dubois Charles Hamelin Jordan Pierre-Gilles | Volksrepublik ChinaLi Wenlong Ren Ziwei Sun Long Wu Dajing            | UngarnJohn-Henry Krueger Shaoang Liu Shaolin Sándor Liu Bence Nógrádi |
| 20. November 2021                                                                         | Debrecen       | 1500 m         | Ren Ziwei                                                            | Pascal Dion                                                           | Park Jang-hyuk                                                        |
| 20. November 2021                                                                         | Debrecen       | 500 m          | Shaolin Sándor Liu                                                   | Shaoang Liu                                                           | Ren Ziwei                                                             |
| 21. November 2021                                                                         | Debrecen       | 1000 m         | Hwang Dae-heon                                                       | Pascal Dion                                                           | Itzhak de Laat                                                        |
| 21. November 2021                                                                         | Debrecen       | 5000 m Staffel | KanadaCharles Hamelin Pascal Dion Jordan Pierre-Gilles Steven Dubois | SüdkoreaHwang Dae-heon Kim Dong-wook Kwak Yoon-gy Park In-wook        | UngarnDaniel Tiborcz John-Henry Krueger Bence Nógrádi Shaoang Liu     |
| 27. November 2021                                                                         | Dordrecht      | 1500 m         | Ren Ziwei                                                            | Sjinkie Knegt                                                         | Park Jang-hyuk                                                        |
| 27. November 2021                                                                         | Dordrecht      | 500 m          | Wu Dajing                                                            | Steven Dubois                                                         | Konstantin Iwlijew                                                    |
| 28. November 2021                                                                         | Dordrecht      | 1000 m         | Shaoang Liu                                                          | John-Henry Krueger                                                    | Pietro Sighel                                                         |
| 28. November 2021                                                                         | Dordrecht      | 5000 m Staffel | SüdkoreaKim Dong-wook Kwak Yoon-gy Park In-wook Park Jang-hyuk       | KanadaPascal Dion Steven Dubois Charles Hamelin Maxime Laoun          | UngarnJohn-Henry Krueger Shaoang Liu Shaolin Sándor Liu Bence Nógrádi |
| 14. bis 16. Januar 2022 Shorttrack-Vier-Kontinente-Meisterschaften 2022 in Salt Lake City |                |                |                                                                      |                                                                       |                                                                       |
| 14. bis 16. Januar 2022 Shorttrack-Europameisterschaften 2022 in Dresden                  |                |                |                                                                      |                                                                       |                                                                       |
| 4. bis 20. Februar 2022 Olympische Winterspiele 2022 in Peking                            |                |                |                                                                      |                                                                       |                                                                       |
| 18. bis 20. März 2022 Shorttrack-Weltmeisterschaften 2022 in Montreal                     |                |                |                                                                      |                                                                       |                                                                       |

### Weltcupstände
Endstand
| Rang | Name               | Punkte |
| ---- | ------------------ | ------ |
| 1    | Shaolin Sándor Liu | 25120  |
| 2    | Wu Dajing          | 20240  |
| 3    | Ren Ziwei          | 17677  |
| 4    | Shaoang Liu        | 16192  |
| 5    | Hwang Dae-heon     | 15438  |
| 6    | Denis Nikischa     | 15421  |
| 7    | Steven Dubois      | 14194  |
| 8    | Konstantin Iwlijew | 12298  |
| 9    | John-Henry Krueger | 11775  |
| 10   | Pawel Sitnikow     | 6448   |

| Rang | Name               | Punkte |
| ---- | ------------------ | ------ |
| 1    | Pascal Dion        | 20800  |
| 2    | Hwang Dae-heon     | 20115  |
| 3    | Itzhak de Laat     | 16078  |
| 4    | Semjon Jelistratow | 11480  |
| 5    | John-Henry Krueger | 11421  |
| 6    | Shaoang Liu        | 10775  |
| 7    | Ren Ziwei          | 10721  |
| 8    | Shaolin Sándor Liu | 7871   |
| 9    | Pietro Sighel      | 6413   |
| 10   | Jens van ’t Wout   | 5972   |

| Rang | Name               | Punkte |
| ---- | ------------------ | ------ |
| 1    | Ren Ziwei          | 21678  |
| 2    | Semjon Jelistratow | 17741  |
| 3    | Park Jang-hyuk     | 15421  |
| 4    | Sjinkie Knegt      | 12102  |
| 5    | Sun Long           | 11642  |
| 6    | Pascal Dion        | 11392  |
| 7    | Shaolin Sándor Liu | 11313  |
| 8    | Stijn Desmet       | 10558  |
| 9    | Yuri Confortola    | 10355  |
| 10   | Ädil Ghaliachmetow | 8074   |

| Rang | Team                | Punkte |
| ---- | ------------------- | ------ |
| 1    | Kanada              | 28000  |
| 2    | Südkorea            | 22096  |
| 3    | Ungarn              | 20800  |
| 4    | Volksrepublik China | 18240  |
| 5    | Italien             | 15616  |
| 6    | Niederlande         | 14194  |
| 7    | Russland            | 13312  |
| 8    | Japan               | 8519   |
| 9    | Frankreich          | 6029   |
| 10   | Belgien             | 5872   |

## Mixed

### Weltcup-Übersicht
| Datum             | Austragungsort | Disziplin      | Erster Platz                                                                        | Zweiter Platz                                                                     | Dritter Platz                                                                    |
| ----------------- | -------------- | -------------- | ----------------------------------------------------------------------------------- | --------------------------------------------------------------------------------- | -------------------------------------------------------------------------------- |
| 24. Oktober 2021  | Peking         | 2000 m Staffel | Volksrepublik ChinaFan Kexin Ren Ziwei Wu Dajing Zhang Yuting                       | NiederlandeSjinkie Knegt Suzanne Schulting Jens van ’t Wout Xandra Velzeboer      | SüdkoreaHwang Dae-heon Kim A-lang Kim Ji-yoo Park Jang-hyuk                      |
| 31. Oktober 2021  | Nagoya         | 2000 m Staffel | RusslandJekaterina Jefremenkowa Semjon Jelistratow Sofja Proswirnowa Pawel Sitnikow | Volksrepublik ChinaFan Kexin Ren Ziwei Wu Dajing Zhang Yuting                     | UngarnPetra Jászapáti Zsófia Kónya John-Henry Krueger Shaoang Liu                |
| 21. November 2021 | Debrecen       | 2000 m Staffel | Volksrepublik ChinaFan Kexin Ren Ziwei Sun Long Zhang Yuting                        | KanadaFlorence Brunelle Camille de Serres-Rainville Charles Hamelin Steven Dubois | FrankreichGwendoline Daudet Quentin Fercoq Sébastien Lepape Tifany Huot-Marchand |
| 28. November 2021 | Dordrecht      | 2000 m Staffel | NiederlandeSjinkie Knegt Selma Poutsma Suzanne Schulting Jens van ’t Wout           | UngarnPetra Jászapáti Zsófia Kónya Shaoang Liu Shaolin Sándor Liu                 | Volksrepublik ChinaFan Kexin Ren Ziwei Sun Long Zhang Yuting                     |

### Weltcupstand
Endstand
| 2000 m Staffel \| Rang \| Name \| Punkte \| \| ---- \| ------------------- \| ------ \| \| 1 \| Volksrepublik China \| 28000 \| \| 2 \| Niederlande \| 21277 \| \| 3 \| Ungarn \| 19520 \| \| 4 \| Russland \| 15979 \| \| 5 \| Kanada \| 14717 \| \| 6 \| Südkorea \| 13773 \| \| 7 \| Italien \| 11837 \| \| 8 \| Frankreich \| 10175 \| \| 9 \| Japan \| 9994 \| \| 10 \| Belgien \| 8895 \| |                     |        |
| Rang | Name                | Punkte |
| 1 | Volksrepublik China | 28000  |
| 2 | Niederlande         | 21277  |
| 3 | Ungarn              | 19520  |
| 4 | Russland            | 15979  |
| 5 | Kanada              | 14717  |
| 6 | Südkorea            | 13773  |
| 7 | Italien             | 11837  |
| 8 | Frankreich          | 10175  |
| 9 | Japan               | 9994   |
| 10 | Belgien             | 8895   |